# Hieromancja
Hieromancja, hieroskopia – wróżenie z ofiar; z obserwacji ofiar lub obiektów świętych.  Czasami pojęcie to odnosi się węziej do wróżenia z chodu zwierząt ofiarnych lub wróżenia z wnętrzności zwierząt ofiarnych (to ostatnie określane jako haruspicja).
Wróżenie ze zwierząt ofiarnych było ważną częścią rzymskiej ofiary zwierzęcej (sacrificium). W ramach extispicium badano te części zwierzęcia, które składano w ofierze (tzw. exta). Według niektórych badaczy za wróżenie z wnętrzności odpowiadało dwóch kapłanów - extispex (badający organy znajdujące się jeszcze w ciele ofiary) i haruspex (badający organy po ich wykrojeniu). W przypadku niepomyślnej wróżby składano kolejną ofiarę - "aż do przyjęcia ofiary przez bóstwo". Przychylność bóstwa względem składanej ofiary odczytywano również na podstawie zachowania zwierzęcia i jego wędrówki do ołtarza.